# 浜名湖
浜名湖（はまなこ）は、静岡県西部の浜松市と湖西市にまたがる湖。今切口で遠州灘とつながっており、太平洋の海水が流入する汽水湖となっている。

## 地理
元々は淡水湖であったが、室町時代に起きた明応地震（1498年）と高潮により砂州が決壊して外海と通じ、汽水湖となった。汽水湖は栄養豊富で海の生物が行き来できるため生物多様性に恵まれ、魚類401種、甲殻類59種、軟体動物84種が生息しているとの調査報告がある。湖の面積としては日本で10番目の大きさである。
形は複雑で、細江湖（引佐細江）（ほそえこ（いなさほそえ））、猪鼻湖（いのはなこ）、松見ヶ浦（まつみがうら）、庄内湖（しょうないこ）といった支湖や湾を持ち、これらの面積は湖全体の面積の4割に達する。このため、周囲長は日本の汽水湖では最長、湖全体では3番目となる。湖の北側と南側で水深は大きく異なり、北側は深く、南側は比較的浅い。

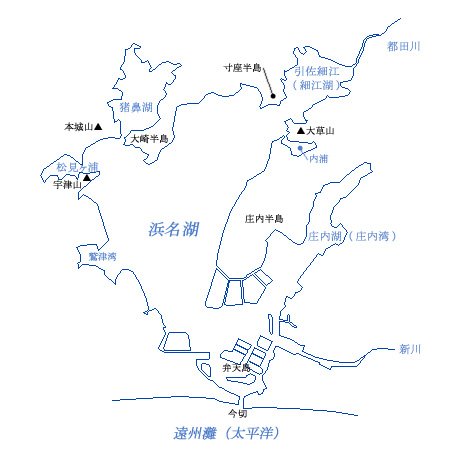
浜名湖の各水域と周辺地形の名称

近くに存在する佐鳴湖とは、新川を通して繋がっている。なお、河川法上は、浜名湖は二級河川都田川水系都田川として河川指定がなされており、浜名湖に注ぐ全ての河川も、水系では都田川水系として扱われる。
湖内南端付近に弁天島があり、湖内北部の大崎半島の先に面積20アールほどの、松に覆われた礫島（つぶてじま）がある。

### 潮汐の時刻の遅れ
湖の南部に比べ北部では潮汐の時刻が遅れる。南の舞阪検潮所に比べ中ほどの村櫛で2時間ほど、北の奥浜名湖（猪鼻湖、細江）や舘山寺温泉方面では3時間ほどである。

## 利用

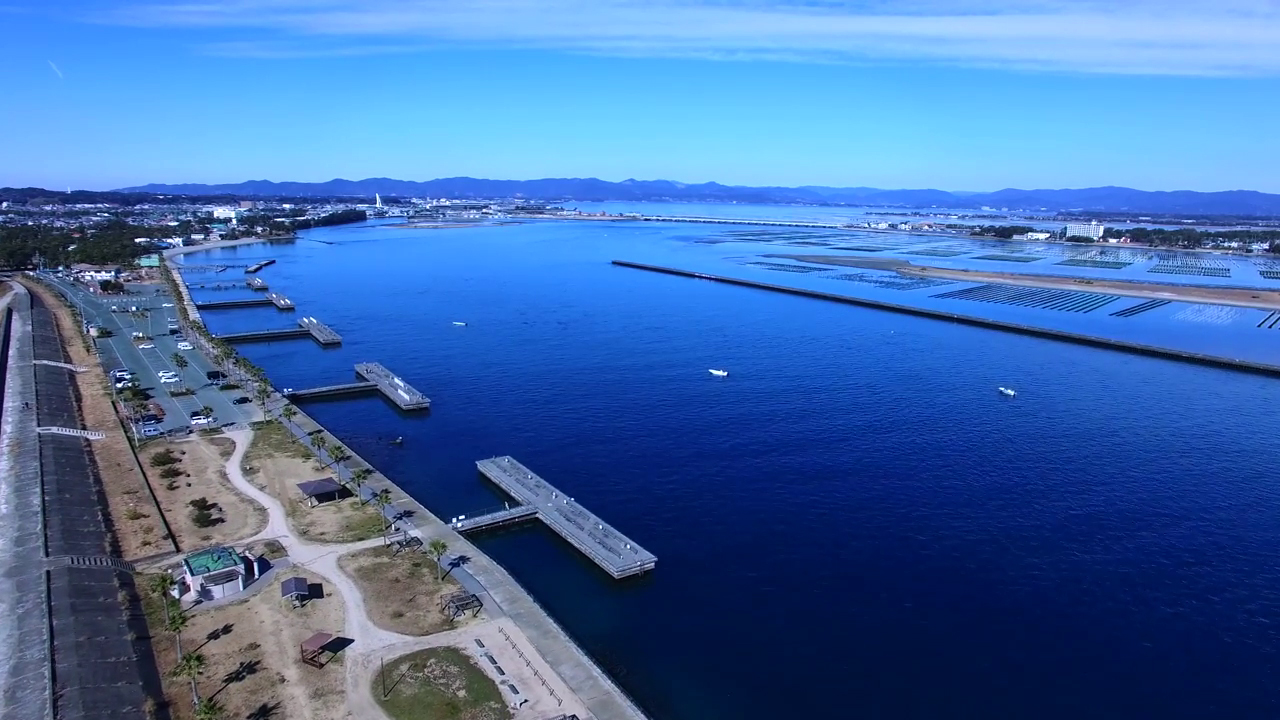
今切口付近から

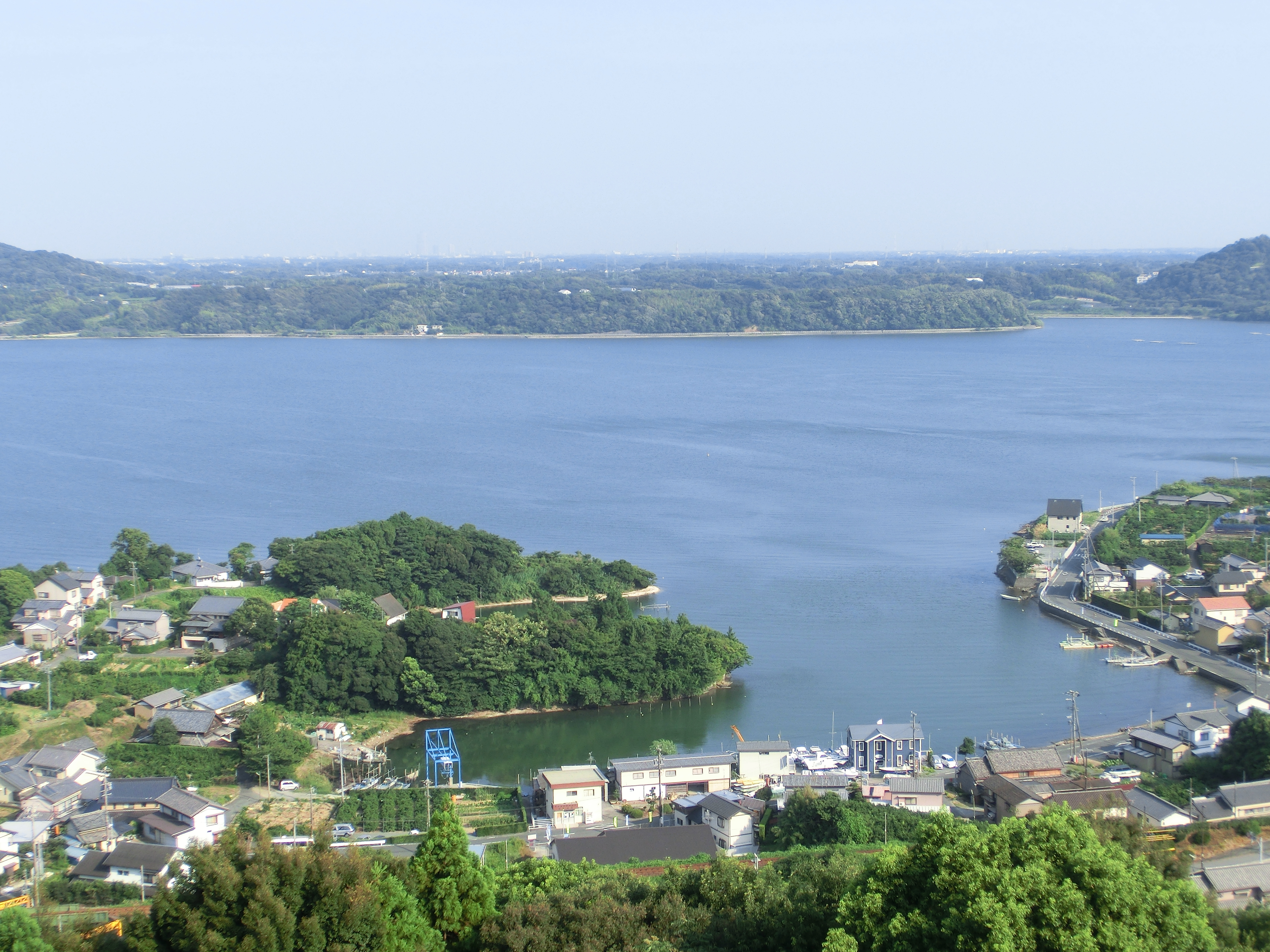
引佐細江

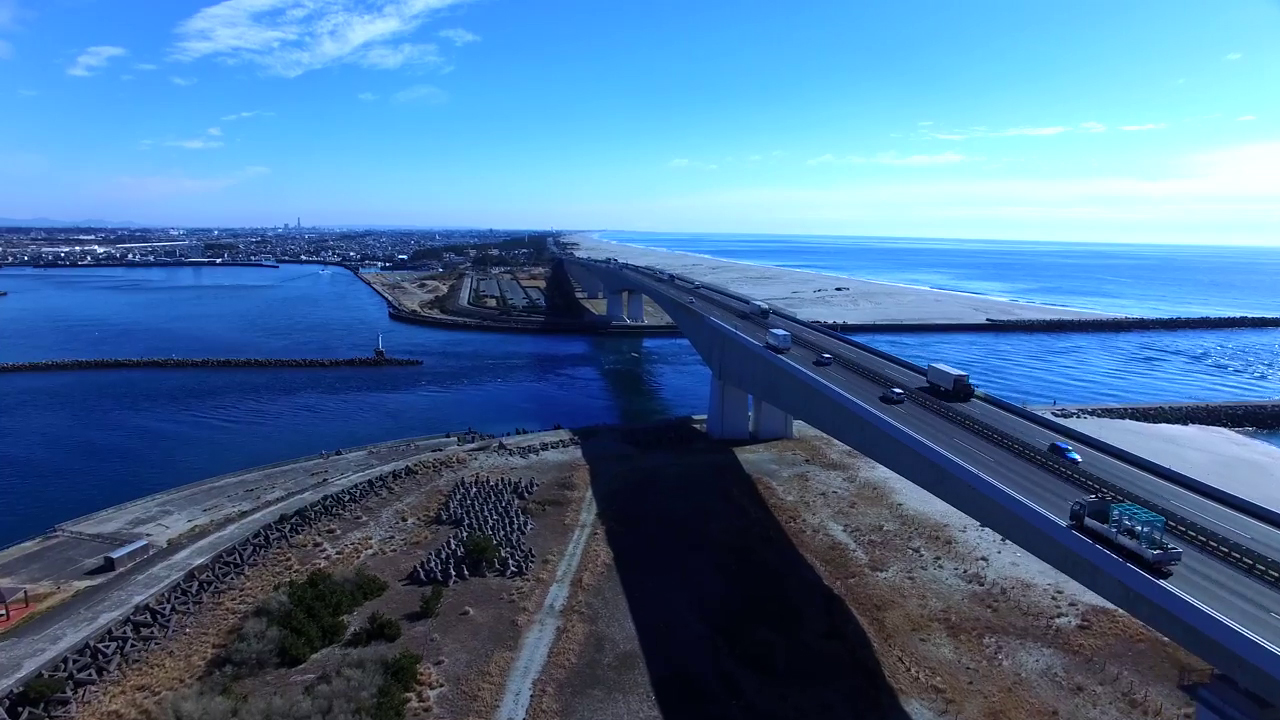
浜名大橋と今切口

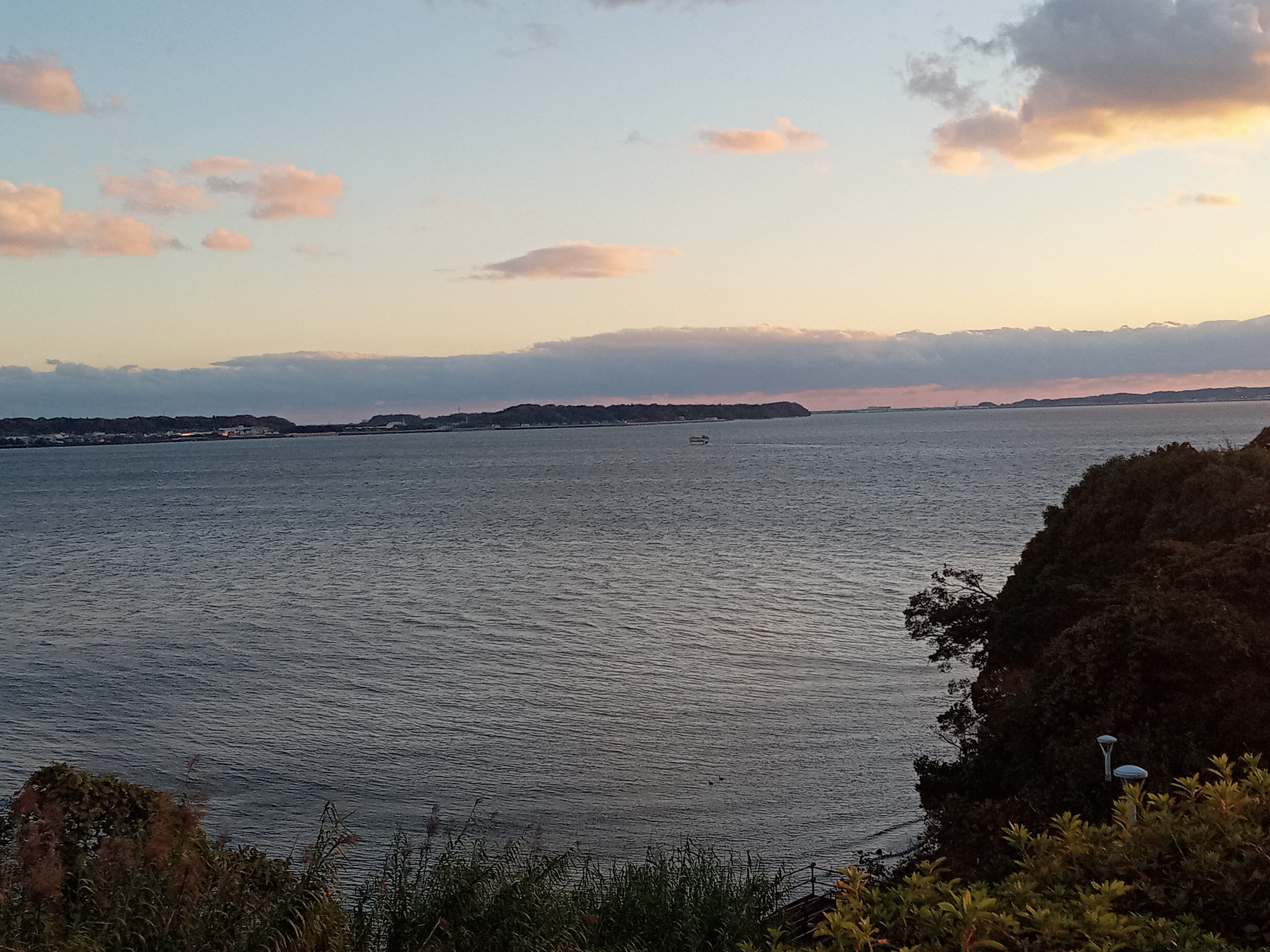
浜名湖サービスエリアより見た夕暮れの浜名湖

天然魚の漁業や釣りのほかウナギ、ノリ、カキ、スッポンなどの養殖が盛ん。特に養殖ウナギは有名で、鰻丼（鰻飯）、ウナギボーン、うなぎパイなどの特産品がある。ウナギ稚魚価格の高騰と輸入ウナギに押される形で養殖業者、漁獲量ともに1980年代から減少を続けており、現在の漁獲は最盛期の1/3以下となっている。
浜名湖独特の伝統的な漁法であるたきや漁（獲物を光で誘引し、モリで突いて採取する漁法）も有名で、これによってスズキやキス、カレイなどが採取されている。
潮干狩りでも利用され、主としてアサリが採取される。漁業でのアサリの収穫量は2010年代に入り減少しており、原因は水質浄化による栄養不足、塩分濃度の変化、クロダイなどによる稚貝食害などが考えられており、浜松ホトニクスが漁協を支援して、パブロバという植物プランクトンを増やして稚貝に食べさせ、生殖力を高めてから浜名湖に放つ取り組みを進めている。
また、浜名湖周辺は観光地・リゾート地としても利用されており（後述）、ボートやヨットなどのマリンスポーツも盛んに行われている。北部には舘山寺温泉がある。
浜名湖県立自然公園にも指定されている。

## 歴史
浜名湖の歴史はおおよそ40～50万年前の海侵期まで遡り、天竜川による土砂の堆積により台地が形成されたことが始まりである。次の海退期に現在の浜名湖付近に谷形が形成され、38万年前、第二海侵期に入り江となる。このとき三方原台地が堆積する。この後の海退期には天竜川が台地を三方原と磐田原の二つに分裂させ、第三海侵期に浜名湖付近の沈降と海面上昇で、現在の浜名湖に近い入り江が出来る。第四海退期（約2万年前）には、それに続く沖積世の海面上昇により、沿岸流が運ぶ土砂で海への入口を塞がれ、浜名湖を形成した。
沖積世の海面上昇は縄文海侵（海進）とよばれ、このあと+3mから-2mほどにわたる数度の海侵・海退が訪れた。これにより低地には海岸線に平行な砂堤を複数残している。その最大は雄踏町で高さ10mである。縄文時代中期～後期以降、浜名湖は庄内半島から日ノ岡より北にあり、その南は平野となっていて川として現在の弁天島駅付近で海に注いでいた。その後この大平野が消滅、平安時代には浜名湖の出口は現在の湖西市新居町大倉戸に流れていて橋が掛けられた。この川を浜名川と呼び、ここを東海道が通っていた。
一般的に古名は遠津淡海（とおつあわうみ、遠淡海）と呼ばれており、遠江の語源となったとも言われる。一方、向坂鋼二などから国府のある磐田湖（大之浦）を指すとする説もある。ただし大之浦は名称の通り浦であり、淡水湖でないことに留意される。これは近江国の「近淡海（ちかつあはうみ）」の琵琶湖から対比された名称とされ、都から遠い淡海、つまり淡水湖として認識されていた。浜名湖は海に近い湖であったが、湖面の方が海面より高く、浜名湖より流れ出る川を海水が逆流するようなことは無かった。

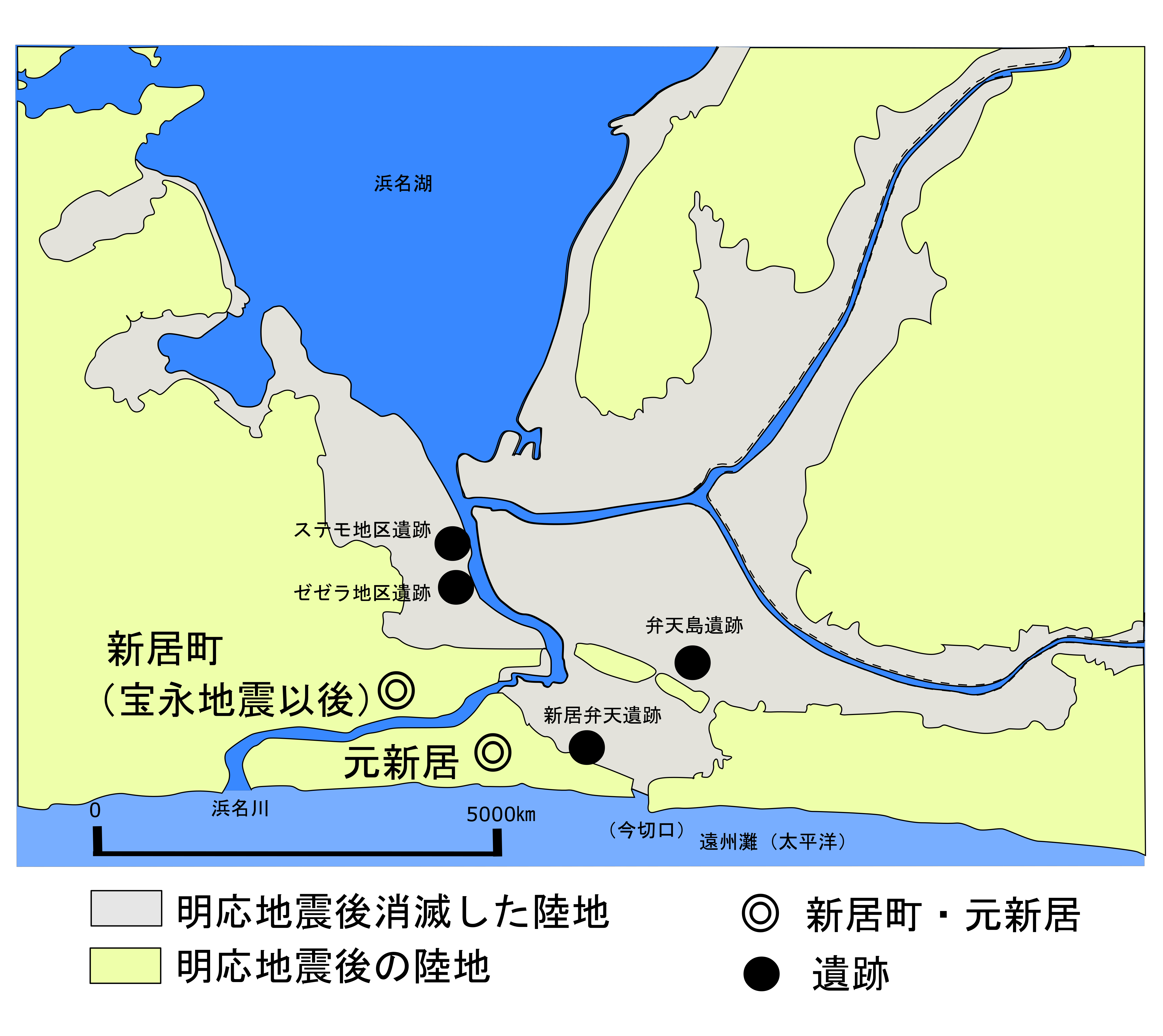
明応地震により消滅した浜名湖の陸地

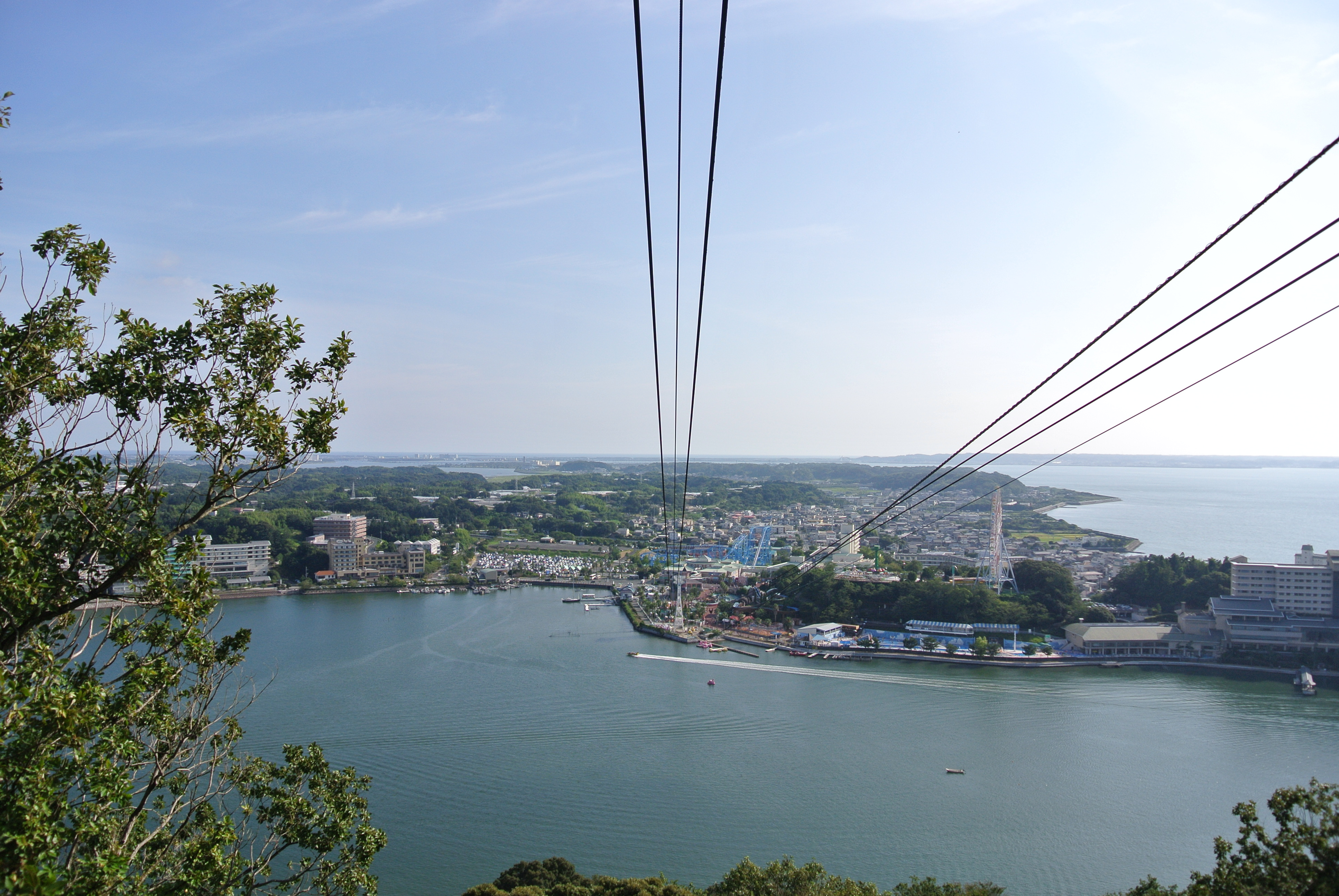
かんざんじロープウェイからの内浦と舘山寺温泉の風景

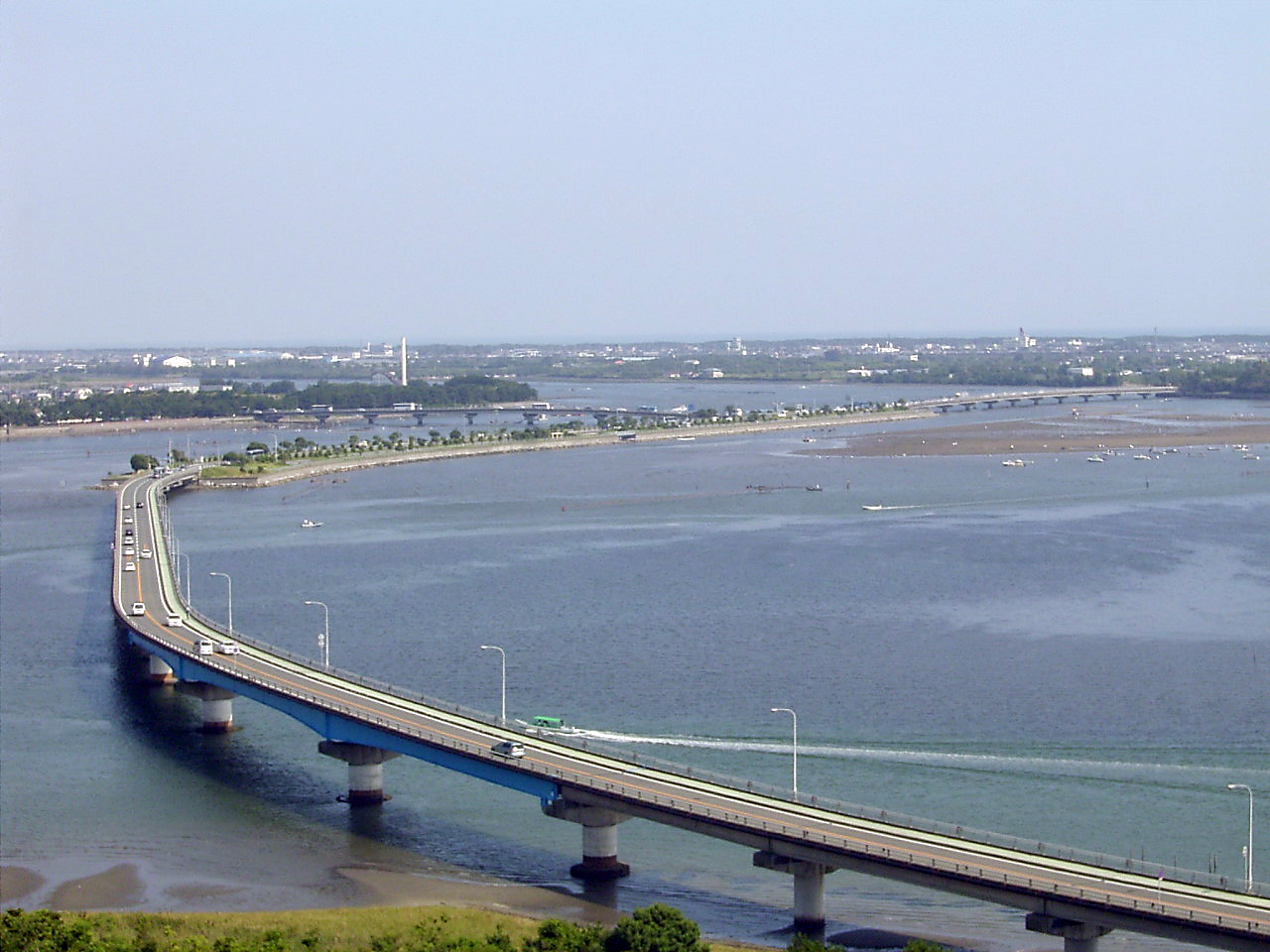
浜名湖大橋

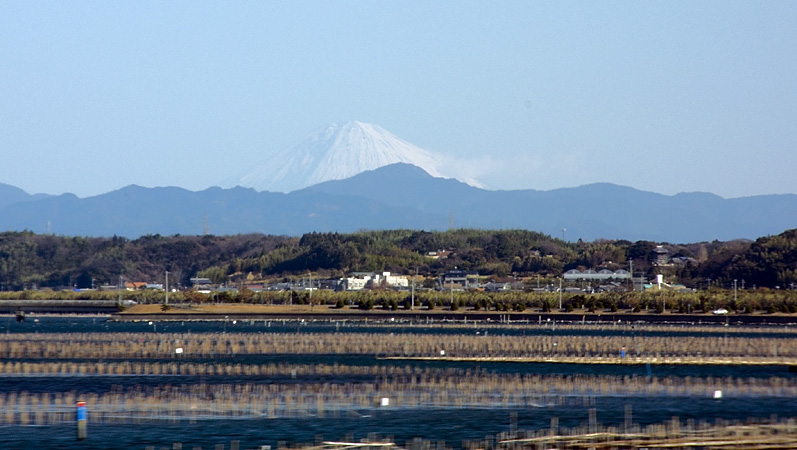
浜名湖と富士山

しかし、明応7年（1498年）に起きた明応地震やそれに伴う津波により、浜名湖と海を隔てていた地面の弱い部分（砂提）が決壊し現在のような汽水湖となった。この大災害は舞阪から弁天島を分け、その津波により村全体が引っ越したことから村櫛（現在の浜松市中央区村櫛町）という地名が付くほどであった。また気賀の地震の神社の様が流れ着いた（元は新居の神様）など、記録や伝承が残る。
この時に決壊した場所は今切（いまぎれ）と呼ばれ、その後は渡船で往来するようになった。今切は文字通り「今切れた」という意味である。元亀3年（1572年）の三方ヶ原の戦いで、徳川家康への援軍として参陣していた佐久間信盛が武田信玄率いる武田軍団との交戦後、この今切まで撤退している。
近代での今切の渡し（いまぎれのわたし）は東西交通の難所として広く知られたが、現在では鉄橋や道路なども通り安全に往来できるようになっている。

## 周辺自治体との湖面境界
2009年4月の時点では、浜松市（西区［現・中央区］と北区［現・浜名区］）、湖西市、翌2010年に湖西市へ編入合併される前の浜名郡新居町にまたがっており、湖面の境界は定まっていなかったが、3市町により「等距離線主義」により境界を確定することについて協議が進められ、2010年1月7日には市町境界決定書が静岡県知事より交付された。総務大臣への届出により2010年3月16日付で境界が確定し、発効した。

## 周辺

### 観光地・施設
- 舘山寺温泉 - 湖の東岸にある庄内半島の付根に位置する温泉。
- 舘山寺 - 湖の北岸にある仏教寺院。周辺は同名の地名となっており、湖周辺観光の拠点となっている。
- 弁天島 - 湖の南部に位置する島。湖水浴場としての位置付けが強いが、温泉地でもある。
- 浜名湖競艇場
- 浜名湖ガーデンパーク - 浜名湖花博が開催され、その後、無料供用された。
- 浜名湖パルパル - 舘山寺温泉近くの遊園地。
- 新居関所
- 気賀関所 - 姫街道（本坂通）の関所。
- 東急リゾートタウン浜名湖 - 東急不動産グループが開発、販売、運営を行うリゾートエリア。会員制リゾートホテル「東急ハーヴェストクラブ・浜名湖」も同エリア内にある。
- 遠江八景 - 浜名湖周辺の八ヶ所の景勝地。
- 浜名湖オルゴールミュージアム - 屋上に大草山展望台がある。
- 静岡県立三ケ日青年の家

### 交通
- 東名高速道路
  - 浜名湖サービスエリア
  - 浜名湖橋
- 浜名湖大橋
- 浜名バイパス
  - 浜名大橋 - 今切口を横断する大型の橋梁。
- 浜名湖新橋有料道路（はまゆう大橋）
- JR東海東海道本線弁天島駅 - 駅ホームより浜名大橋を望むことが出来る。路線バスにおいては、浜名線（湖西市役所方面・浜松駅方面）が出る。舘山寺線（村櫛・舘山寺方面）のバスが出ていたが廃止となった。
- 浜名湖レイクサイドウェイ
- 天竜浜名湖鉄道天竜浜名湖線 - 湖の西岸〜北岸に沿って線路が伸びる。
- 静岡県道379号浜名湖周遊自転車道線 - 浜名湖畔（村櫛から三ケ日まで）を通る自転車用の道路。

## 映画
- 『風が通り抜ける道』沖縄県後援、カンヌ国際映画祭2023年 披露上映作品、沖縄国際映画祭2023年 正式出品作品、一般劇場公開2024年（イオンエンターテイメント）